# Odense amt
Odense amt (danska: Odense Amt) var ett amt i södra Danmark. Amtet omfattade den nordvästra delen av ön Fyn. Utöver residensstaden Odense, omfattade det även städerna Assens, Bogense, Kerteminde och Middelfart. Det var indelat i Odense amtsrådskrets respektive Assens amtsrådskrets.

## Administrativ historik
Odense amt bildades i samband med amtsreformen 1793 genom en sammanslagning av Assens, Hindsgavls, Odensegårds och Rugårds amt.
1842 delades amtet upp i två amtsrådskretsar (amtskommuner), Assens amtsrådskrets i väster respektive Odense amtsrådskrets i öster. Fram till 1970 fanns det därför två separata amtsråd inom Odense amt. I vissa sammanhang betraktades området som två amt, medan det i andra sammanhang betraktades som ett enda.
Amtet upphörde i samband med kommunreformen 1970 då det, tillsammans med Svendborgs amt, blev en del av det då nybildade Fyns amt. Sedan kommunreformen 2007 tillhör området Region Syddanmark.

## Härader
Odense amt omfattade åtta härader:
- Bjerge härad
- Bågs härad
- Lunde härad
- Odense härad
- Skams härad
- Skovby härad
- Vends härad
- Åsums härad

Bågs härad (kring Assens) och Vends härad (kring Middelfart) tillhörde  mellan 1842 och 1970 Assens amtsrådskrets, medan de övriga tillhörde Odense amtsrådskrets.  

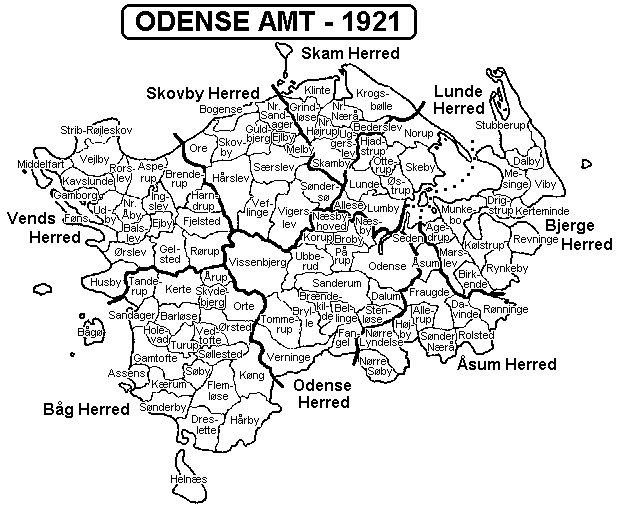
Karta över Odense amt med dess indelning i härader och socknar.